# Marquesado de Castellón (1681)
El marquesado de Castellón es un título nobiliario creado el 24 de marzo de 1681 por el rey Carlos II de España a favor de Francisco Antonio de Vargas Sotomayor.  En 1884 el título fue rehabilitado por Ventura Domínguez Serrano y Domínguez. El título se refiere al lugar de Castellón que era de propiedad del primer titular situado en el Aljarafe. 

## Marqueses de Castellón
- Francisco Antonio de Vargas Sotomayor[1] (Sevilla, 26 de febrero de 1642[2]-octubre de 1687) i marqués de Castellón. Contrajo un primer matrimonio el 29 de septiembre de 1672 con Isabel Rodríguez de Alfaro (1652-ca. 1678), hija del capitán Francisco Rodríguez de Alfaro, caballero de la Orden de Santiago,[3] de quien tuvo dos hijos: Alonso y Violante Ana. Volvió a contraer matrimonio alrededor de 1679 con Ana Ramírez de Arellano de quien no hubo descendencia. Contrajo un tercer matrimonio en diciembre de 1685 con Josefa de Tapia y Avendaño, viuda de Pedro de Rivera y Casaus, su primo. Tampoco hubo descendencia de su tercer matrimonio.[4]
- Alonso de Vargas y Alfaro, ii  marqués de Castellón (nacido el 16 de diciembre de 1674),[3], hijo del anterior. Contrajo matrimonio el 25 de abril de 1696 con Teresa de Rivera y Tapia,[3] hija de Pedro de Ribera Casaus y Antonia de Tapia y Avendaño.[5]
- Francisco Pérez de Vargas y Rivera iii marqués de Castellón  hijo del anterior,[3] contrajo un primer matrimonio en Marbella el 3 de julio de 1720 con Catalina de Henestrosa y Domínguez.  Su segundo matrimonio se celebró en Málaga el 16 de mayo de 1750 con María Ignacia Micaela Carranque y Molina. Le sucedió su hijo del segundo matrimonio.[5]
- Ildefonso de Vargas Guzmán y Carranque, iv marqués de Castellón, natural de Marbella y Maestrante de Ronda. Contrajo matrimonio con María del Carmen Góngora y Cubas. Le sucedió su primogénito.
- Francisco de Vargas Guzmán y Góngora, v marqués de Castellón, nacido en Sevilla el 15 de mayo de 1785 donde se casó el 5 de febrero de 1817 con Rocío Díez de la Cortina y Laína, hija de José Díez de la Cortina y Rosario Laína. Su hijo Ildefonso Pérez de Vargas y Díez de la Cortina nació en Marchena y fue bautizado en la iglesia de San Juan el 15 de febrero de 1818.  Contrajo matrimonio el 11 de mayo de 1844 con su prima hermana Cayetana Díez de la Cortina y Cerrato.  Al no pagar los derechos de sucesión, no ostentó el título que fue rehabilitado en 1884 por su parienta, María Ventura Serrano Domínguez.[5]
- María Ventura Serrano y Domínguez, vi marquesa de Castellón, por Real carta de sucesión del 14 de julio de 1884,[6][1][5] hija del Francisco Serrano y Domínguez, I duque de la Torre, y de su esposa Antonia Micaela Domínguez y Borrell.[1][5] Era nieta de Isabel de Vargas y Rivera, hermana del 3.er marqués. Fue la primera esposa del noble y actor Fernando Díaz de Mendoza y Aguado quien, al enviudar de María Ventura, contrajo matrimonio con María Guerrero.
- Luis Pérez de Vargas y Díez de la Cortina, vii marqués de Castellón  por Real carta de sucesión del año 1899,[6] hijo de Ildefonso Pérez de Vargas y Díez de la Cortina, hijo del 5º marqués, se casó con Gracia Ternero Ybarra, hija de Juan Ternero Benjumea y Carnen Ybarra Benjumea. Le sucedió su hija.[5]
- Cayetana Pérez de Vargas Ternero, viii marquesa de Castellón, por Real carta de sucesión de 25 de abril de 1904, (nacida en El Ferrol el 6 de junio de 1886),[6] contrajo matrimonio en Sevilla con José López de Sagredo y Barrueta,[6] nacido en Granada.  Padres de María Luisa, Georgina, y Salvador, este último, el sucesor.[5]
- Salvador López Sagredo Pérez Vargas, ix marqués de Castellón, (m. Sevilla en 2005), casado con Isabel Camacho Carrasco[1][5]
- José López Sagredo y Camacho, x marqués de Castellón,  hijo de los anteriores, a la muerte de su padre por Real Carta de Sucesión expedida el 17 de mayo de 2006.[7][5]